# 柱冠罗汉松
柱冠罗汉松（学名：Podocarpus macrophyllus var. chingii）是罗汉松科罗汉松属罗汉松的变种。分布于中国大陆的浙江等地，目前尚未由人工引种栽培。